# Paspalum arundinellum
Paspalum arundinellum är en gräsart som beskrevs av Carl Christian Mez. Paspalum arundinellum ingår i släktet tvillinghirser, och familjen gräs. Inga underarter finns listade i Catalogue of Life.